# 당문수
《당문수》(唐文粹)는, 《문수》(文粹), 《당현문수》(唐賢文粹)라고도 불리며, 전100권으로 중국 송(宋) 왕조의 요현(姚鉉, 967~1020)이 편찬한 책이다.
《문원영화》(文苑英華)에 수록된 당의 당시 작품과 비교해 보면 《당문수》의 경우 고체시를 위주로 하고 사륙문이나 근체시는 제외하였다. 《당문수》의 서문에는 "以古雅為命，不以彫篆為工，故侈言曼辭率皆不取"라고 하였다. 구성을 보면 고부(古賦) 아홉 수, 시 13수, 송(頌) 5수, 찬(贊) 2수, 표주서소(表奏書疏) 7수, 문(文) 4수, 논(論) 5수, 의(議) 4수, 고문(古文) 8수, 비(碑) 17수, 명(銘) 5수, 기(記) 7수, 함계명(箴誡銘) 1수, 서(書) 12수, 서(序) 8수, 전록기사(傳錄紀事) 2수로, 총 1,104편의 부와 961수의 시가 수록되어 있다. 
《당문수》는 수록 작품의 고르고 간결함으로 송 진종 때 크게 인기를 끌었다. 남송의 주필대(周必大)는 《당문수》가 《문원영화》를 축약하여 편집한 것이라고 하였지만 《문원영화》는 남송 가태(嘉泰) 원년(1201년)에 간행되었기에 요현은 《문원영화》를 볼 수 없었다.
송 왕조 이후에도 《당문수》는 중국의 문인들 사이에서 애독되었다. 명(明)의 장부(張溥)가 《당문수산》(唐文粹刪)을 지었고, 청(淸)의 왕사정(王士禎)은 《당문수보유》(唐文粹補遺)을 지었으며, 곽린(郭麐)는 《당문수보유》(전26권)을 지었다. 민국 초의 학자인 황간(黃侃)은 죽기 전날 많은 피를 토할 정도로 몸 상태가 악화되었음에도 자신이 주석을 붙이고 있던 《당문수보유》의 마지막 두 권을 손에서 놓지 않고 끝까지 다 읽었다고 한다. 
일본에도 《당문수》가 전해졌으며, 《당문수》의 체제를 본따 《본조문수》(本朝文粋)를 지었다. 

## 참고문헌
- 예더후이 《낭원독서지》(郋園讀書志)